# Izborsk
Izborsk (russisk: Избо́рск, tr. Izbórsk, estisk: Irboska, seto: Irbosk, Irbuska) er en by i Pskov oblast i det nordvestlige Rusland. Byen ligger omtrent 30 km vest for byen Pskov nær grænsen mellem Estland og Rusland. Byen er omstridt mellem Rusland og Estland. Estland opfatter at Irboska er en by i Petserimaa i Estland. Byen har et af de ældste fæstningsværker i det vestlige Rusland.

## Historie
Ifølge Nestorkrøniken var byen sæde for Ruriks bror Truvor 862-864.
Fæstningen omtales i slaviske krøniker 1233, da den blev erobret af Den Liviske Orden. Pskov flyttede fæstningen til et mere egnet sted i 1302. Den ældste del udgøres af tårnet Lukovka (dansk: ~ Løgtårnet), opført i 1330. I datiden var det det eneste bygningsværk af sten vest for Pskov og med en tilknyttet palisadevæg. Efter, at fæstningen var udvidet med syv stentårne og en mur af sten, blev Lukovka et vagttårn. En kirke blev først opført inden for fæstningsværket i 1500-tallet. I nærheden ligger nu et museum med stenkors.
I det sene 1500-tal var Izborsk et af de mindre strategiske vigtige fæstningsværker, der beskyttede Ruslands nordvestgrænse mod invasioner. Det regnedes som uindtagelig, hvorfor det kom som et chock for Ivan den Grusomme, da byen blev indtaget i 1569 af en mindre litauisk hærstyrke. I løbet af natten lod en russisk vendekåbe (oprichnik), Teterin, portene åbne på vegne af oprichnina, så fjendens regiment kunne trænge ind og overtage fæstningen. Efter Ivan forholdsvis let generobrede byen, gav han ordre til at henrette betroede folk såvel i denne som omgivende fæstninger. Som følge af almen uro og modvilje frygtede Ivan, at andre byer ville følge Izborsks eksempel. Nærheden til byerne Novgorod og Pskov samt mistanke om, at embedsfolk i Novgorod havde del i Teterins gerninger, førte til mistanker om forræderi mod byen, der allerede var under mistillid.
Izborsk kom ved Freden i Tartu i 1920 under Estland, Grænsen mellem de to lande gik øst om byen. Izborsk var således en del af Estland fra 1920 til 1945. Efter Sovjetunionens indtagelse af Estland gennemførtes en grænseregulering, der gjorde Izborsk til en del af Russiske SFSR. Denne grænseændring er aldrig blevet anerkendt af Estland, som fortsat hævder 1920-grænsen som den eneste lovlige.